# La Chapelle-sur-Aveyron
La Chapelle-sur-Aveyron település Franciaországban, Loiret megyében. Lakosainak száma 623 fő (2022. január 1.). La Chapelle-sur-Aveyron Montbouy, Château-Renard, Châtillon-Coligny, Melleroy és Saint-Maurice-sur-Aveyron községekkel határos.

## Népesség
A település népességének változása:
| Lakosok száma | 377  | 323  | 361  | 471  | 655  | 661  | 636  | 626  | 622  | 623  |
|               | 1968 | 1982 | 1990 | 2006 | 2013 | 2015 | 2017 | 2019 | 2020 | 2022 |